# Алексей Варламов
Алексей Николаевич Варламов (на руски: Алексе́й Никола́евич Варла́мов) е руски писател и литературен историк.
Той е роден на 23 юни 1963 година в Москва. През 1985 година завършва филология в Московския държавен университет, където след това преподава руска литература от първата половина на XX век. Издава художествена проза, като по-голям успех имат романа „Лох“ (1995) и повестта „Рождение“ (1995). Автор е на няколко биографични книги за известни руски писатели - Михаил Пришвин, Александър Грин, Алексей Толстой, Михаил Булгаков, Андрей Платонов.